# 徐州 (金朝)
徐州，中国金朝时设置的州。
金朝天会五年（1127年），夺得北宋安肃军，金太宗天会七年（1129年），改为徐州，治所在安肃县（今河北省保定市徐水区），为刺史州。辖境相当今保定市徐水区东部。隶属于河北西路保州顺天军节度使。海陵王完颜亮天德三年（1151年）改名为安肃州。